# Volo Yemenia 626
Il volo Yemenia 626 era un collegamento internazionale di linea da Sana'a, nello Yemen, a Moroni, nelle Comore. Il 30 giugno 2009 intorno all'01:50 ora locale (le 22:50 del 29 giugno UTC), l'Airbus A310 operante il volo precipitò mentre era in avvicinamento all'aeroporto di Moroni-Principe Saïd Ibrahim, provocando la morte di 152 dei 153 a bordo. L'unica sopravvissuta, la dodicenne Bahia Bakari, venne trovata aggrappata ai rottami dopo aver galleggiato nell'oceano per tredici ore. Bakari venne dimessa dall'ospedale il 23 luglio 2009.
Il rapporto finale sull'incidente concluse che gli input di controllo di volo inappropriati dell'equipaggio avevano portato a uno stallo aerodinamico. Il rapporto rilevò inoltre che l'equipaggio non aveva reagito agli avvertimenti emessi dal velivolo.

## L'aereo
Il velivolo era un bimotore di linea Airbus A310-324, immatricolato 7O-ADJ, prodotto nel 1990 con il numero di serie 535. Era in servizio da 19 anni e 3 mesi e al momento dell'incidente aveva accumulato 53 587 ore di volo su 18 129 cicli di volo.
Di proprietà della International Lease Finance Corporation (ILFC), l'aereo entrò in servizio con Air Liberté il 30 maggio 1990. Dopo essere stato affittato ad altri operatori, venne noleggiato a Yemenia nel settembre 1999, reimmatricolato 7O-ADJ e rimasto in servizio fino all'incidente.
Dominique Bussereau, ministro dei Trasporti francese, riferì che l'aereo era stato ispezionato nel 2007 dalla Direzione generale dell'aviazione civile francese e aveva riscontrato una serie di anomalie; da allora, però, l'aereo non era più tornato in Francia, quindi non è mai stato ispezionato dalla stessa autorità.

## Contesto
La maggior parte dei passeggeri proveniva da Parigi, dove si erano imbarcati sul volo Yemenia 749 (un Airbus A330-200). Era stato effettuato uno scalo all'aeroporto di Marsiglia, in Francia, dove si erano imbarcati altri passeggeri e l'equipaggio. Dopo l'arrivo all'aeroporto Internazionale di Sana'a, nello Yemen, i passeggeri si erano trasferiti su un Airbus A310 per il volo 626, che sarebbe dovuto arrivare all'aeroporto di Moroni, nelle Comore, alle 02:30 del mattino del 30 giugno, ora locale.
I membri dell'equipaggio, tutti yemeniti, erano il comandante Khaled Hajeb (44 anni), il primo ufficiale Ali Atef (50 anni) e l'ingegnere di volo Ali Salem. Dell'equipaggio di cabina, tre erano yemeniti, due filippini, due marocchini, uno etiope e uno indonesiano.
Il comandante lavorava per Yemenia dal 1989 ed era diventato comandante di A310 nel 2005. Aveva 7 936 ore di volo, di cui 5 314 sull'Airbus A310. Hajeb aveva già volato su Moroni 25 volte. Il primo ufficiale Atef lavorava con la compagnia aerea dal 1980 ed era stato abilitato a volare sull'Airbus A310 nel 2004. Atef aveva 3 641 ore di volo, di cui 3 076 sull'Airbus A310 e in precedenza aveva volato su Moroni 13 volte.

## L'incidente
Il disastro avvenne di notte, al largo della costa nord di Grande Comore, nelle Comore, nell'Oceano Indiano, a pochi minuti dall'aeroporto. L'aereo era in fase di avvicinamento alla pista 02, che doveva essere seguita da una procedura di atterraggio a vista per la pista 20. Tuttavia, i piloti non riuscirono a stabilizzare l'altitudine e l'assetto dell'aereo durante la procedura di atterraggio a vista; alla fine l'Airbus entrò in stallo e precipitò in mare. Un funzionario delle Nazioni Unite presente all'aeroporto dichiarò che la torre di controllo aveva ricevuto la notifica che l'aereo si stava avvicinando all'atterraggio prima di perdere il contatto. Un fronte freddo fuori stagione si era mosso attraverso le Isole Comore, portando venti con raffiche a 35 nodi (65 km/h) e condizioni favorevoli per una turbolenza da leggera a moderata. Il vice capo dell'aviazione civile yemenita, Mohammed Abdul Qader, dichiarò che la velocità del vento era di 33 nodi (61 km/h) al momento dell'atterraggio dell'aereo.
Questo è stato il terzo incidente per Yemenia; i due precedenti erano avvenuti in pista e senza vittime, anche se un aereo era stato danneggiato irreparabilmente.

## Ricerche e recupero
Secondo la polizia comoriana, la nazione non possedeva capacità di soccorso in mare. Due aerei militari francesi e una nave iniziarono le ricerche ufficiali del volo 626. Vennero inviati da Réunion e Mayotte. L'arcipelago delle Comore è composto da quattro isole vulcaniche, Grande Comore, l'isola principale, Anjouan e Moheli, oltre a Mayotte, che è un territorio francese d'oltremare e non fa parte dell'Unione delle Comore. Si trova nel Canale di Mozambico, a 300 km a nord-ovest del Madagascar e a una distanza simile a est della terraferma africana. Il relitto venne avvistato al largo della costa della città di Mitsamiouli, compresi alcuni corpi e grandi quantità di detriti galleggianti nell'oceano.
Bahia Bakari, una bambina di 12 anni, venne salvata dopo essere stata avvistata aggrappata a un pezzo di detrito tra i corpi e i rottami. Fu recuperata durante i tentativi di salvataggio da parte dei pescatori locali e dei motoscafi inviati dalle autorità. Era rimasta aggrappata ai rottami per 13 ore. Bakari viaggiava con la madre, che non è sopravvissuta. Venne poi dimessa dall'ospedale di Parigi, dove viveva anche lei, il 23 luglio 2009.
Cinque corpi vennero recuperati contemporaneamente al salvataggio dell'unico sopravvissuto. Altri 22 corpi furono recuperati dall'isola di Mafia, in Tanzania, durante la seconda settimana di luglio 2009, e trasferiti negli ospedali di Dar es Salaam.
Il 5 luglio 2009 vennero rilevati i segnali dei registratori di volo dell'aereo. La nave oceanografica francese Beautemps-Beaupré arrivò alle Comore il 15 luglio 2009 e il 23 luglio 2009 completò la mappatura dei fondali oceanici intorno all'area dell'incidente, contribuendo a individuare l'esatta posizione delle scatole nere. A causa della grande profondità della posizione dei registratori, la Marina francese aveva annunciato che avrebbe impiegato dei robot subacquei per l'operazione di recupero, che iniziò nell'agosto 2009. Il registratore dei dati di volo (FDR) venne infine recuperato il 28 agosto dall'Oceano Indiano ad una profondità di 3 900 piedi (1 200 m), mentre il registratore vocale della cabina di pilotaggio (CVR) il 29 agosto.

## Le indagini
L'Agenzia nazionale per l'aviazione civile e la meteorologia (ANACM) delle Comore venne incaricata dell'inchiesta. Il Bureau d'Enquêtes et d'Analyses pour la sécurité de l'aviation civile (BEA) inviò una squadra investigativa, accompagnata da specialisti di Airbus, per assistere nelle indagini. Anche lo Yemen inviò un team di tecnici a Moroni, mentre venne formata una commissione, guidata dal Ministro dei Trasporti yemenita. Il BEA disse che, a causa di danni da corrosione sulle schede di memoria, non era stato possibile recuperare tutti i dati del CVR. I risultati preliminari dell'indagine indicarono un errore del pilota come causa dell'incidente, sollevando obiezioni da parte delle autorità delle Comore e dello Yemen. Nel novembre 2009, Yemenia annunciò che stava cercando una terza parte per indagare sull'incidente, accusando i francesi di attaccare Yemenia "giorno e notte" e di "molestie". Nel 2011, il BEA criticò le autorità comoriane, affermando che non stavano rilasciando il rapporto in modo sufficientemente tempestivo.
Il 25 giugno 2013, il direttore della commissione d'inchiesta delle Comore, Bourhane Ahmed Bourhane, annunciò che l'incidente era stato dovuto a un'azione inappropriata dell'equipaggio durante una manovra non stabilizzata. Un gruppo di familiari delle vittime indisse una manifestazione a Parigi il 28 giugno 2013 per protestare contro il rapporto finale. Secondo lo Yemen Post, lo Yemen sospettava che l'aereo fosse stato abbattuto, nonostante la mancanza di prove.
L'inchiesta ufficiale stabilì che l'incidente era stato causato da azioni inappropriate dell'equipaggio che avevano portato a uno stallo dal quale l'aereo non si era ripreso. L'avvicinamento non era stabilizzato e aveva fatto scattare vari allarmi per la vicinanza al suolo, per la configurazione dell'aereo e per l'avvicinamento allo stallo. L'equipaggio era concentrato sulla navigazione, era stressato e non aveva risposto adeguatamente ai diversi allarmi. A contribuire all'incidente furono le condizioni meteorologiche ventose, la mancanza di addestramento, l'assenza di un briefing per l'equipaggio prima del volo e l'incapacità di rispondere correttamente all'allarme di pull up.

## Controversie
Il ministro dei Trasporti francese Dominique Bussereau dichiarò che la Francia aveva bandito l'aereo dal suo territorio diversi anni prima, perché "ritenevamo che presentasse un certo numero di irregolarità nella sua attrezzatura tecnica". Tuttavia, il ministro dei Trasporti yemenita Khaled Ibrahim Alwazir dichiarò che l'aereo era in linea con gli standard internazionali e che "un'ispezione completa" era stata intrapresa nello Yemen con esperti di Airbus. La comunità comoriana in Francia marciò a Parigi in omaggio alle vittime del volo 626. Fecero anche interrompere i voli di Yemenia, protestando negli aeroporti francesi contro la sicurezza della compagnia aerea e impedendo ai passeggeri di imbarcarsi o fare il check-in. Di conseguenza, Yemenia cancellò a tempo indeterminato tutti i suoi voli da e per Marsiglia e tutti i voli supplementari tra Sana'a e Moroni.